# Spirama grisescens
Spirama grisescens là một loài bướm đêm trong họ Erebidae.